# Лихацевич, Анатолий Павлович
Анато́лий Па́влович Лихаце́вич (род. 21 марта 1947 года, деревня Большая Кракотка Слонимского района Гродненской области) — советский и белорусский учёный, работающий в области экологии сельского хозяйства. Член-корреспондент Академии аграрных наук Беларуси (1992—2002), Член-корреспондент Национальной академии наук Белоруссии (2002), доктор технических наук (1994), профессор (2000), иностранный член Российской академии сельскохозяйственных наук (1999).

## Биография
Анатолий Павлович родился в деревне Большая Кракотка Слонимского района Гродненской области в семье сельских учителей. Отец — Павел Иванович, участник Великой Отечественной войны. С первого до последнего её дня защищал Советское Заполярье, был награждён боевыми орденами и медалями. Мать — Мария Антоновна все трудовые годы отдала учительскому делу, преподавала в младших классах сельской школы.
После окончания семилетки Анатолий поступил в Пинский гидромелиоративный техникум, который закончил в декабре 1964 года, получив квалификацию «техник-гидротехник». Трудовую деятельность начал мастером участка Голынковского строительно-монтажного управления мелиорации Гродненской области. Отслужив в рядах Советской армии, работал инженером по кадастру и старшим инженером по гидрологии Ошмянского межрайонного управления осушительных систем. В 1970 году А.Лихацевич поступил на гидромелиоративный факультет Белорусской государственной сельскохозяйственной академии и в 1975 году получил диплом инженера-гидротехника с отличием.
Эти годы активного познания профессии совпали с расцветом факультета. На курсе занималось около 200 человек. Профессорско-преподавательский состав был очень квалифицированный. Каждый преподаватель — личность. Заведующий кафедрой мелиорации профессор Филипп Васильевич Игнатенок был первым моим наставником, привившим вкус к научным исследованиям. С его именем связаны первые шаги на этом пути. Вечная благодарность что, по сути, и определило весь дальнейший путь, — вспоминает А.Лихацевич.
В БелНИИ мелиорации и водного хозяйства молодой специалист пришел по распределению на должность старшего инженера, далее трудился младшим, старшим научным сотрудником, заведующим лабораторией. В 1995 году был назначен заместителем директора по научной работе. С 1997 года по август 2007 года Анатолий Павлович возглавлял Институт Мелиорации и луговодства HAH Беларуси (сейчас РУП « Институт Мелиорации»). С 2008 года по настоящее время работает главным научным сотрудником Института мелиорации.
Кандидатскую диссертацию «Исследование режимов дождевания и мелкодиспертного увлажнения сельскохозяйственных культур в Белорусском Полесье» А.Лихацевич защитил в 1982 году, докторскую диссертацию на тему «Обоснование расчетной модели режима орошения многолетних трав и овощных культур в условиях Беларуси» — в 1994-м.
Основные научные проблемы, решаемые за годы работы в науке А.Лихацевичем, связаны с разработкой ресурсосберегающих, экологически безопасных режимов и технологий дождевания, подпочвенного увлажнения, нормативов эксплуатации мелиоративных систем. Под его научным руководством и при активном участии в РУП « Институт Мелиорации» разработаны научно обоснованные положения, вошедшие составной частью в документы, регламентирующие в настоящее время работу всей мелиоративной отрасли Республики Беларусь: Правила эксплуатации мелиоративных систем и отдельно расположенных гидротехнических сооружений, Технический кодекс установившейся практики (ТКП) «Мелиоративные системы и сооружения», ТКП «Оросительные системы», ТКП «Ремонт мелиоративных систем».
А.Лихацевич является автором более 300 научных работ, в том числе 7 монографий, 4 учебников и учебно-методических пособий, 11 патентов и свидетельств на изобретения. Тесно сотрудничает с учеными России, где в соавторстве опубликовал 3 монографии, посвященные совершенствованию эксплуатации мелиоративных систем.
За большой вклад в развитие мелиоративной науки в 1996 году Анатолий Павлович был избран членом-корреспондентом Академии аграрных наук Республики Беларусь, является иностранным членом Российской академии сельскохозяйственных наук (1999), профессором (2000), членом-корреспондентом HAH Беларуси (2003). Награждён различными юбилейными медалями и нагрудными знаками, почетными грамотами HAH Беларуси, ГКНТ ВАК, Министерства сельского хозяйства и продовольствия Республики Беларусь.

## Образование и деятельность
- В 1975 году окончил Белорусскую сельскохозяйственную академию.
- В 1975—1983 гг. работал старшим инженером, на должности младшего научного сотрудника Белорусского НИИ мелиорации и луговодства.
- В 1983—1987 гг. работал на должности старшего научного сотрудника Белорусского НИИ мелиорации и луговодства.
- В 1987—1995 гг. — заведующий лабораторией.
- В 1995—1997 гг. находится на должности директора по научной работе Белорусского НИИ мелиорации и луговодства.
- В 1997—2007 гг. — директор Белорусского НИИ мелиорации и луговодства (с 2004 года — Республиканское унитарное научное предприятие «Институт мелиорации и луговодства Национальной академии наук Беларуси») .
- С 2007 г. заведующий лабораторией Республиканского научного дочернего унитарного предприятия « Институт Мелиорации»

На протяжении всего этого времени проводил научные исследования в области регулирования водного режима сельскохозяйственных культур.
Среди конкретных результатов:
- Разработал теорию эколого-экономической оптимизации режима дождевания почвенно-неоднородных сельскохозяйственных полей при неустойчивых погодных условиях
- Предложил для условий Беларуси экологически безопасную ресурсосберегающую технологию дождевания сельскохозяйственных культур.
- Разработал структуру мониторинга в информационной системе поддержки принятия решений при эксплуатации мелиоративных систем и информационную систему установления очередности и объемов работ по содержанию гидромелиоративных систем в работоспособном состоянии, информационную систему поддержки принятия решений по управлению водным режимом почв.

Теоретические разработки академика Лихацевича стали научной основой ресурсосберегающих технологий в сельском хозяйстве, а также широко применяются при принятия решений при эксплуатации мелиоративных систем и информационную систему установления очередности и объемов работ по содержанию гидромелиоративных систем в работоспособном состоянии, информационную систему поддержки принятия решений по управлению водным режимом почв.

## Награды
- Юбилейная медаль Национальной академии наук Белоруссии
- Почетная грамота Министерства сельского хозяйства и продовольствия Республики Беларусь

## Основные труды
Автор около 270 работ, в том числе 4 монографий, 8 книг, учебника и учебного пособия, 7 авторских свидетельств и патентов.
- Мелиорация земель в Беларуси: Сельскохозяйственные гидротехнические мелиорации. Мн., 2001.
- Оценка факторов, формирующих неустойчивую влагообеспеченность сельскохозяйственных культур в гумидной зоне. Мн., 2002 (совм. с Е. А. Стельмахом).
- Использование и охрана торфяных комплексов в Беларуси и Польше. Водный режим торфяных и антропогенно-преобразованных почв. Мн.: Изд-во Хата, 2002 (в соавт.).
- Сохранение и повышение продуктивности мелиорируемых земель центра Нечернозёмной зоны России и Беларуси. Рязань, 2005 (в соавт.).
- Дождевание сельскохозяйственных культур: Основы режима при неустойчивой естественной влагообеспеченности. Мн.: Белорусская наука, 2005.